# Festuca tatrae
Festuca tatrae är en gräsart som först beskrevs av Czakó, och fick sitt nu gällande namn av Árpád von Degen. Festuca tatrae ingår i släktet svinglar, och familjen gräs. Inga underarter finns listade i Catalogue of Life.